# Andrzej Sypytkowski
Andrzej Sypytkowski (nascido em 14 de outubro de 1963) é um ex-ciclista de estrada polonês. Conquistou a medalha de prata na corrida de 100 km contrarrelógio por equipes nos Jogos Olímpicos de Verão de 1988 em Seul. Os outros membros da equipe foram Joachim Halupczok, Zenon Jaskuła e Marek Leśniewski.